# 格力·加特拿
格力·加特拿（英語：Craig Gardner，1986年11月25日—）出生於西米德蘭茲郡索利哈爾（Solihull），是一位英格蘭已退役職業足球員，司職中場。
他在伯明翰長大，出身於阿士東維拉，是維拉少數的「土產」球員之一，於2005年1月31日成為職業球員。

## 足球生涯

### 球會
阿士東維拉
在2005年12月26日加特拿首次在英超亮相之前，他效力青年隊雅特利·京斯（Yardley Kings）和加魯布克快速（Callowbrook Swifts），其後進入阿士東維拉青訓系統，在維拉公園球場對愛華頓83分鐘後備入替史提芬·戴維斯（Steven Davis）時首次上陣。2006年2月7日在僅為維拉上陣兩次即獲續約到2009年。2007年4月14日球隊3-1勝米杜士堡一仗中，加特拿取得首個入球。他亦在聯賽最後一輪對保頓射入一個美妙球，後來此球成為五月份最佳入球。格力·加特拿和隊友艾邦拉荷是維拉球迷最喜愛的球員，因為他倆在年輕時已是維拉球迷。經過在維拉一連串的優異表現後，領隊馬田·奧尼爾和他傾談新約。
在2007年8月，加特拿和球會簽下四年合約，直至2011年6月完結。在2007年10月1日，他在連續兩場賽事中射入兩個罰球。首為作客4-4賽和熱刺一仗，另一球為五日後擊敗韋斯咸撞人改變方向的罰球。這使他在維拉一隊的地位漸鞏固。2007年12月1日，加特拿在主場迎戰阿仙奴中先開紀錄，可是球隊最終以1-2見負。12月8日在對樸茨茅夫時「擺烏龍」令維拉先落後，最終輸1-3。
由於維拉缺乏防守球員，加特拿偶客串右閘，領隊奧尼爾和隊長巴利亦稱讚他的表現，後者更指加特拿將會在幾年後成為球隊的重心球員。2008年8月28日加特拿在歐洲足協盃外圍賽第二圈主場1-1賽和夏拿佐杜亞（Hafnarfjordur）為維拉首開紀錄，取得個人首個歐洲賽入球。9月，加特拿再和維拉簽新合約，合約於2012年夏天完結。由於受到腹股溝傷患困擾，加特拿於2009/10年上半季為維拉上陣3場，其中僅有1場聯賽。
伯明翰城
2010年1月22日維拉同市宿敵伯明翰城出價300萬英鎊求售加特拿獲得接納，通過體測後交易落實，加特拿動筆簽約四年半，並表示伯明翰城是他自小擁護的球隊。2010/11年球季加特拿成為球會的首席射手，在聯賽射入8球，各項賽事合計共10球，包括在聯賽盃準決賽次回合於加時射入的奠勝球，累計4-3淘汰韋斯咸而殺入決賽，最後更爆冷門擊敗阿仙奴奪標，但伯明翰城卻於球季結降班到英冠。
新特蘭
2011年6月30日加特拿轉投新特蘭，簽約三年，轉會費沒有透露，估計約值600萬英鎊。
西布朗
2014年5月20日，英超球會西布朗與將於6月30日約滿新特蘭的加特拿逹成協議簽署合約三年，由7月1日起生效。

### 國家隊
2007年8月首次代表英格蘭U-21對羅馬尼亞U-21。2008年11月8日加特拿代表英格蘭U-21友賽捷克U-21，下半場射入一球罰球鎖定2-0勝局，是他的首個國際賽入球。2009年6月1日加特拿獲選進入英格蘭U21參加在瑞典舉行2009年歐洲U-21足球錦標賽決賽週最後23人大軍名單。6月8日對阿塞拜疆U21於上半場31分鐘在12碼「窩利」射入成3-0，最終大勝7-0完場。

## 榮譽
伯明翰城
- 英格蘭聯賽盃：2010/11年；